# フィエーゾレの祭壇画
『フィエーゾレの祭壇画』（フィエーゾレのさいだんが、伊: Pala di Fiesole
、英: Fiesole Altarpiece）は、初期イタリア・ルネサンスの巨匠フラ・アンジェリコが1424-1425年ごろ、板上にテンペラで描いた祭壇画である。中部イタリアにあるフィエーゾレのサン・ドメニコ修道院に所蔵されている。元来は三連祭壇画であったが、1501年、ロレンツォ・ディ・クレディによって1枚の板絵に変更され、背景も補筆されている。付随していた裾絵 (プレデッラ) は現在、ロンドン・ナショナル・ギャラリーに所蔵されている。

## 歴史
この祭壇画は、フラ・アンジェリコの知られている最初期の作品のうちの1つである。本来、サン・ドメニコ修道院の教会の高祭壇のために委嘱されたが、後に側面祭壇に移され、現在もそこに置かれている。
1501年、ロレンツォ・ディ・クレディが、おそらく金地であった背景をより近代的なものとし、バルダッキーノ (baldacin) のある玉座、トロンプルイユのレリーフ (浮彫)、 柱の間に見える2つの風景が描き加えられた。その際、画面上のゴシック様式の尖頂部も削除された。

## 作品
本作は「マエスタ (荘厳の聖母)  」 、すなわち玉座に就いている聖母子で、この主題は当時、フィレンツェでとくに流行していた。 中央の聖母子は、小さく描かれた8人の天使たちに囲まれている。聖トマス・アクィナス、聖バルナバ、聖ドミニクス、ヴェローナのペテロが両側にいる。彼らのうち、聖バルナバを除く3人はサン・ドメニコ修道院を所有していたドミニコ会の聖人たちで、聖バルナバがいるのは、修道院の改修と増築に6,000フロリンを寄贈したバルナバ・デッリ・アッリ (Barnaba degli Agli) にちなんでいる。
裸の幼子イエス・キリストは2つの花を持っているところが描かれている。白いバラは純潔さの象徴で、赤いバラは「聖餐」と関連する彼の将来の「受難」の予兆である。作品は、現実に聖餐式が行われる教会の高祭壇のために制作された。
本作の構図は、マサッチオの『サン・ジョヴェナーレ三連祭壇画 (1422年)  に類似している。構図はまた、フィレンツェにあるサンタ・マリア・デル・フィオーレ大聖堂ファサードの窓用にロレンツォ・ギベルティが1404–1405年に制作した『聖母被昇天』の下絵に類似している。十分に発達していない遠近法やタイル舗装 (1419年制作の無名のフィレンツェの画家による三連祭壇画と、サン・ジミニャーノにあるフラ・アンジェリコの祭壇画にも見られる) などの要素により、本作の制作年は、1428年から記録に登場するフラ・アンジェリコの『殉教者聖ペテロの三連祭壇画』のおよそ3年前とされている。
本作には裾絵 (プレデッラ) が付随していたが、現在はロンドンのナショナル・ギャラリーに所蔵されており、非常により保存状態にある。それらの裾絵は全部で5枚あり、中央には『天国の栄光のキリスト』、その左側に『聖母マリアと使徒、聖人たち』、右側に『キリストの先駆者たちと聖人、殉教者たち』があり、さらに左右両端に2枚の『祝福されたドミニコ会修道士』がある。ここにドミニコ会修道士が描かれているが、フラ・アンジェリコは常に自身がドミニコ会修道士であることを人々に思い起こさせようとしていた。

ナショナル・ギャラリーには、本祭壇画の上に配置されていたと思われる円形画の『聖ロムルス (St. Romulus)』も所蔵されている。側面の柱の部分には聖人たちを描いた10枚の小さなパネルがあり、そのうちの4枚が今日知られている。2枚はシャンティイにあるコンデ美術館にあり、2枚は個人蔵となっている。
『フィエーゾレの祭壇画』の裾絵 (プレデッラ)